# آرتمیس فاول
آرتمیس فاول (به انگلیسی: Artemis Fowl) مجموعه هشت‌جلدی از کتاب‌های فانتزی نوشتهٔ اوئن کالفر (Eoin Colfer - pronounced Owen) نویسندهٔ ایرلندی است. شخصیت اصلی آرتمیس فاول، نوجوانی نابغه، تبهکار و ماجراجو است. کتاب نخست یعنی آرتمیس فاول و گروگانگیری در سال ۲۰۰۱ منتشر و با استقبال و تحسین جهانی روبرو شد. کتاب هفتم، آرتمیس فاول و عقده آتلانتیس در سال ۲۰۱۰ منتشر شد. هشتمین و آخرین کتاب، آرتمیس فاول آخرین نگهبان نام دارد و ۱۰ ژوئیه ۲۰۱۲ در آمریکا توسط انتشارات دیزنی هایپِریَن بوکز منتشر شد. کتاب‌های مصور جلدهای یک و دو یعنی آرتمیس فاول و گروگانگیری و آرتمیس فاول و ماجرای شمال در سال‌های ۲۰۰۷ و ۲۰۰۹ به بازار آمدند. فیلم دو کتاب اول نیز در سال ۲۰۲۰ به کارگردانی کنت برانا منتشر شد.

## کتاب‌ها

### آرتمیس فاول و گروگان‌گیری
آرتمیس فاول و گروگانگیری اولین کتاب این مجموعه‌است که در آن، آرتمیس فاول نوجوان ۱۲ سالهٔ نابغه و قهرمان همراه با محافظ شخصی اش باتلر، سروان هالی شورت از نیروی ویژهٔ پلیس زیرزمین اجنه (Lower Element Police - LEP) را گروگان گرفته و در ازای آزادی او یک تن شمش طلای ۲۴ عیار از اجنه (که البته بعداً نیمی از آن را از به نیروی ویژه پس می‌دهد) که از دست انسان‌ها پنهان و به زیر زمین پناه برده‌اند می‌خواهد. کتاب مصورش نیز در سال ۲۰۰۷ منتشر شد. در اواسط سال ۲۰۰۸ ایدهٔ ساخت فیلم آن و کتاب بعدی توسط جیم شریدن - کارگردان ایرلندی برندهٔ اسکار - مطرح شد.

### آرتمیس فاول و ماجرای شمال
آرتمیس فاول و ماجرای شمال، کتاب دوم در این مجموعه‌است که دربارهٔ نجات آرتمیس فاول اول (پدر آرتمیس فاول دوم) از دست مافیای روسیه‌است، و همچنین این کتاب سرکوب شورش گابلین‌ها و باند سه رئیسهٔ کِل و نیز خیانت اُپال کوبویی و سروان برایِر کادگیون را به صحنه می‌کشاند، که با هوش فلی و همدستی آرتمیس فاول، مالچ دیگامز، باتلر، فرمانده جولیوس روت و هالی شورت شورش شکست می‌خورد. کتاب مصور ماجرای شمال در سال ۲۰۰۹ به انتشار رسید.

### آرتمیس فاول و رمز ابدی
در کتاب سوم، جان اسپیرو، غول صنعت در شیکاگو، مکعب بین را که اختراع آرتمیس بوده از وی می‌دزدد اما به کمک اجنه این وسیله به پسرک ۱۳ ساله بازگردانده می‌شود. در داستان، باتلر «محافظ آرتمیس» مجروح و سپس به لطف جادوی اجنه و توسط سروان هالی شورت شفا داده می‌شود. پس از بازگرداندن مکعب بین، اجنه، آرتمیس، باتلر و ژولیت -خواهر باتلر- را خاطره شویی می‌کنند.

### آرتمیس فاول و انتقام اپال
کتاب چهارم، دومین تلاش اپال کوبویی برای سلطه بر جهان را نقل می‌کند، بعد از اولین تلاش نا موفق او در آرتمیس فاول و ماجرای شمال.
اپال کوبویی، جیوانی زیتو را متقاعد می‌کند که یک کاوشگر را به درون زمین برای کشف دنیای جن و پری بفرستد. کتاب دنبال می‌کند که چگونه آرتمیس و دوست در حال حاضر نزدیکش، با عجله تلاش می‌کنند تا از فاش شدن دنیا اجنه و پری و از برخورد انسان با آن‌ها و وقوع جنگ پایان دنیای اجنه جلوگیری می‌کنند. در این جلد اپال موفق می‌شود که جولیوس روت فرمانده نیروی ویژه را به قتل برساند.

### آرتمیس فاول و مهاجران گمشده
آرتمیس فاول و مهاجران گمشده دربارهٔ بازگرداندن دیوها - نژاد دیگری از قوم خاص - و جزیره‌شان هایبراس از برزخ با کمک دیو جادوگری به نام شماره یک است. دیوها در زمان گذشته تصمیم می‌گیرند تا با ارتشی از جنگجوها و جادوگرانشان به انسان‌ها حمله کنند و قوم بشریت را نابود کرده تا بتوانند باری دیگر به جای زیرزمین زندگی کردن، آزادانه روی زمین زندگی کنند؛ اما جادوگران آن‌ها وردی را اشتباه خوانده و از زمین و زمان به برزخ کشیده می‌شوند، جایی که زمان بی‌معنی است.

### آرتمیس فاول و معمای زمان
در این کتاب که کتاب ششم از این مجموعه‌است، مادر آرتمیس، آنجلین فاول، به بیماری نادری به نام طلسم تراپی دچار می‌شود و درمان آن در مایع مغزی لمور سفید ماداگاسکاری پیدا می‌شود که آرتمیس در ۱۰ سالگی آخرین نمونه از نسل آن جانور را به‌طور غیرمستقیم می‌کشد. دیو جادوگر، شماره یک، هالی و آرتمیس را در زمان به عقب می‌برد و آرتمیس ۱۴ ساله باید با خود ۱۰ ساله اش روبرو شود، به نحوی خودش را از فروش لمور کوچک به دیمون کرونسکی رئیس انجمن طرفداران انقراض منع کند و با اپال کوبویی زمان قبل دست و پنجه نرم کند.

### آرتمیس فاول و عقدهٔ آتلانتیس
در هفتمین کتاب، آرتمیس به دلیل احساس گناه و عذاب وجدان‌هایش از کارهای خلافی که در گذشته انجام داده‌است، دچار بیماری روانی از اجنه می‌شود که تشابه زیادی به بیماری‌های وسواس، چند شخصیتی و پارانویای انسان‌ها دارد. شخصیت دوم این نابغه ۱۵ ساله که اوریون (Orion) نام دارد و زیاد هم به نابغه‌ها نبرده، ظاهر می‌شود. او هالی را عشق واقعی اش و فلی را اسب افسانه‌ای می‌نامد. در همین جریان، ترنبال روت برادر کوچکتر و خلافکار فرمانده جولیوس روت که زندانی است، تلاش می‌کند تا آزاد شود و به همسر انسانش که برخلاف اجنه که صدها سال عمر می‌کنند، پیر شده‌است جوانی ابدی بدهد و آرتمیس و اریون (شخصیت دوم آرتمیس) هم در این شرایط باید مانع به حقیقت رسیدن نقشه ترنبال شوند که باعث نابودی بسیاری از جن و پری‌ها می‌شود.

### آرتمیس فاول و آخرین محافظ
این کتاب که در حال حاضر آخرین کتاب است، ۱۰ ژوئیه ۲۰۱۲ برابر با ۲۰ تیر ۱۳۹۱ در آمریکا و در اوت در بریتانیا به چاپ رسید. در این کتاب اپال کوبویی با قربانی کردن خود جوان ترش، باعث انفجار تمام چیزهایی که اپال جوان در ساخت آن‌ها نقشی داشته‌است -که شامل نصف فناوری اجنه و همچنین مقدار زیادی از فناوری آدم ها-می‌شود؛ و به این‌گونه با استفاده از ضعف پلیس زیر زمین از زندان فرار می‌کند و جادوی سیاه را در وجودش جاری می‌کند. او با استفاده از همین جادوی سیاه دروازهٔ «برسرکر» ها را که در عمارت فاول وجود دارد باز می‌کند. برسرکرها هم از زیر زمین بیرون می‌آیند و کالبد هر موجود زنده‌ای را که در آن اطراف بوده-از جمله ژولیت و برادرهای آرتمیس-تسخیر می‌کنند. آرتمیس، هالی، مالچ و باتلر تنها یک شب فرصت دارند تا مانع گسترش این اتفاق و تسخیر بقیه انسان‌ها و بالاخره نابودی کل بشر شوند.

### دوقلوهای فاول
کتاب دوقلوهای فاول یک مجموعه اسپین آف می‌باشد که با محوریت برادران دوقلوی آرتمیس مایلز و بکت نوشته شده‌است.

### کارهای دیگر
همان‌طور که گفته شد، سه کتاب نخست به صورت مصور نیز به انتشار رسیده‌اند. کتاب دیگر در این مجموعه به نام فایل‌های آرتمیس فاول (Artemis Fowl's Files) در آکتبر ۲۰۰۴ به چاپ رسید.
شرکت الکترونیک آرتز، شش کتاب نخست این مجموعه را به خاطر ساخت بازی‌هایی برای نینتندو دی ای و نینتندو دی اس آی خرید و در سال ۲۰۰۹ روانه بازار کرد.
کتاب‌های صوتی این مجموعه توسط ناتانیل پارکر، آدریان دانبار و اِن ریتل برای انتشارات متفاوت خوانده شده‌است.

## آرتمیس فاول در ایران
آرتمیس فاول با نام آرتمیس فاول و گروگانگیری اولین بار با قطع پالتویی در سال ۱۳۸۲ توسط انتشارات افق و ترجمهٔ شیدا رنجبر به چاپ رسید. هفت کتاب بعدی نیز در سال‌های بعد به انتشار رسیدند.

## شخصیت‌های اصلی

### آرتمیس فاول دوم
نابغهٔ ایرلندی و تبهکار عقل کل در کتاب اول تنها ۱۳ سال دارد. آرتمیس فاول برای تأمین آیندهٔ مالی خانواده‌اش که در واقع امپراتوری ای از قرن‌ها تبهکاری و جنایت است دست به کارهای خلاف می‌زند. در ابتدا او پسری خشک برخورد و بدگمان حتیٰ نسبت به نزدیکترین دوستش یعنی باتلر است. در طول داستان و اتفاق‌هایی که رخ می‌دهد، رفتارش به سمت هر چه بهتر تغییر جهت می‌دهد و او کم‌کم در مورد کارهای گذشته اش احساس پشیمانی و عذاب وجدان می‌گیرد و برخلاف گذشته شروع به دوست داشتن خانواده اش می‌کند. به خاطر تغییر رفتارش و تأثیرهایی که هالی و خانواده اش رویش گذاشتند، او از کارهای خلاف رو به دزدی تنها از انسان‌های خلافکار می‌کند و یافته‌هایش را با مردم درستکار تقسیم می‌کند (در کتاب چهارم، آرتمیس خودش را به رابین هود نسل جدید تشبیه می‌کند). در جلد اول، آرتمیس، سروان هالی شورت را برای به چنگ آوردن مقدار عظیمی طلا گروگان می‌گیرد. بعدها او و اجنه صلح می‌کنند و با اتحاد عجیبی به نجات دادن قوم جن و پری و انسان‌ها می‌پردازند.

### هالی شورت
هالی شورت (به انگلیسی:holly short)، اِلف شجاع و قاطع و اولین و تنها سروان درجه دار زن در نیروی ویژه پلیس زیرزمین است. او با یک متر قد (۹۹ سانتی‌متر که بر طبق کتاب برای اجنه معمول است)، موهای خرمایی و کوتاه، چشمانی عسلی، پوستی نسبتاً تیره و هیکلی قوی و لاغر مانند ژیمناست‌ها، زیبایی ای دارد که همان‌طور که آرتمیس در کتاب دوم می‌گوید زیبایی خطرناک شبیه زیبایی عنکبوت‌های سیاه مخملی است. هالی بعدها یک چشمش با یک چشم آبی آرتمیس در جریان زمان عوض می‌شود. با این که در ابتدا، آرتمیس و باتلر او را گروگان می‌گیرند، او در نبردی با یک ترول، باتلر را بدون هیچ خشم و کینه و با محبت شفا می‌دهد و او را از مرگ حتمی بخاطر زخم‌های وخیم نجات می‌دهد. همین باعث می‌شود که آرتمیس و باتلر در مورد قوم اجنه تجدید نظر کنند. از آن به بعد، او به همراه آن دو به نجات دنیای انسان‌ها و اجنه مشغول شد. رابطه او و آرتمیس از ابتدای داستان از خشم و دشمنی فراوان به احترام زورکی و سپس به دوستی و کمی هم عشق به آرامی تغییر کرد.

### داماوویی باتلر
باتلر، از خدمهٔ فاول‌ها، محافظ شخصی آرتمیس و نزدیکترین دوست او بوده‌است. دانش بی‌اندازه اش دربارهٔ سلاح‌ها و ابزار جنگی و همچنین هنرهای رزمی او را تبدیل به اولین انسانی کرد که توانسته با یک ترول تن به تن بجنگد و پیروز شود. او آرتمیس را از این سر دنیا تا آن سرش برای ماجراجویی‌هایش دنبال کرد و از ابزار و اسامی تقلبی زیادی برای ارضای اهداف آرتمیس استفاده کرد.

### فُلی
فُلی یک سنتور نابغه، مشاور تکنینکی پلیس زیرزمین، مخترع وسایل گوناگون و همچنین ارائه دهندهٔ راهکارهایی برای جلوگیری از خبردار شدن انسان‌ها از قومشان است. او وسایلی همچون بال‌ها و شاتل‌ها و لباس‌ها و سایر چیزهای مورد نیاز افسرهای پلیس زیرزمین را می‌سازد. خورهٔ کامپیوتر و هکر ماهری است و در کتاب آمده که اگر فلی نبود انسان‌ها مدت‌ها پیش مخفی گاه قوم خاص را در زیر زمین کشف کرده بودند. همچنین، او با کسی جز سروان هالی شورت خوشرفتاری ندارد.

### اُپال کوبویی
پیکسی روانی و خود شیفته‌ای است که رؤیای تصاحب دنیا و نابودی دشمنان سرسختش یعنی پلیس زیرزمین و آرتمیس فاول را ذهن خود می‌پروراند. او نیز نابغهٔ دیگری است که آزمایشگاه و تولیدات کوبویی را برای رقابت با پدرش ساخت. در بیشتر داستان‌های آرتمیس فاول آمده‌است و نقش اصلی منفی را در شورش گابلین‌ها و برای تصاحب دنیا و روبرو کردن انسان‌ها و اجنه و نیز در اختیار گرفتن زمان بازی کرده‌است.
او در کتاب چهارم، فرمانده جولیوس روت را به قتل می‌رساند و هالی را به عنوان مقصر نشان می‌دهد. از فلی، عاشق و خورهٔ رایانه و تکنولوژی، متنفر است زیرا در مسابقه‌ای در دانشگاهشان، فلی پیروز شد.

## پس زمینه داستان
کالفر خود گفته‌است که این مجموعه در رابطه با بزرگ شدن پسری نابغه‌است. طمع، اعتماد و تفاوت میان خوب و بد، عالی و شیطانی نیز در در سایه روشن این کتاب‌ها قرار دارند.

## نقد و انتقادات
مجموعه آرتمیس فاول را از لحاظی هری پاتر جدید می‌نامند، هر چند که کالفر و خیلی از طرفداران آرتمیس موافق نیستند. کیت کالوِی از روزنامهٔ ساندِی بریتانیا در مورد کتاب اول می‌گوید: «نمونه‌ای هوشمندانه و حیرت‌آور که اختراعات و مدرنیته از آن سرازیر است.» یا مجله تایم که می‌گوید؛ «آرتمیس فاول کتابی خنده دار و بامزه‌است؛ ترکیب هوشمندانه‌ای از گذشته و حال، جادو و تبهکاری و جنایت است.» همچنین نیویرک تایمز عقیده دارد: «کالفر به‌طور وحشتناک و فجیعی عالی کار کرده‌است.»